# Tolcayuca (kommun)
Tolcayuca är en kommun i Mexiko.   Den ligger i delstaten Hidalgo, i den sydöstra delen av landet, 60 km norr om huvudstaden Mexico City. Antalet invånare är 11 746.
Följande samhällen finns i Tolcayuca:
- Tolcayuca
- General Felipe Ángeles
- Vicente Guerrero
- San Miguel Eyacalco